# Peter Salcher
Peter Salcher (ur. 10 sierpnia 1848 w Kreuzen, zm. 4 października 1928 w Sušak) – dr filozofii i austriacki fotograf, razem z Ernstem Machem przeprowadził szereg eksperymentów z akustyczną falą uderzeniową, które zostały opisane w ich wspólnej pracy pt.: Photographische Fixirung der durch Projectile in der Luft eingeleiteten Vorgänge (Sitzungsberichte der Akademie der Wissenschaften in Wien, 1887, 95: 764-780).

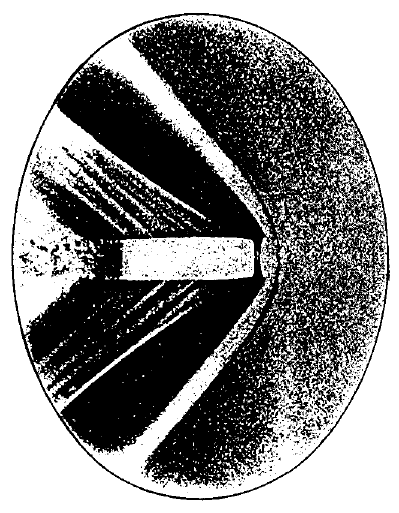
Jedna z pierwszych fotografii pocisku w czasie lotu wykonana przez Petera Salchera we współpracy z Ernestem Machem w roku 1886

W czasie ich wspólnych badań, używając techniki fotografii błyskowej, pierwszy na świecie wykonał zdjęcie pocisku w czasie lotu.